# حروب الطعام
حروب الطعام هو كتاب للمؤلف والدين بيلو صُدر ونُشر عام 2009 والذي درس أزمات الطعام والقضايا المتعلقه بأمن الطعام. وصف فيليب مايكل الكتاب أنه عمل تجاري زراعي مثل السيناريو العام المعتاد لحل ازمات الطعام. حلوله كانت قاهرة وحرجة للاستدامة الكوكبية.